# Sylvan Shores
Sylvan Shores is een plaats (census-designated place) in de Amerikaanse staat Florida, en valt bestuurlijk gezien onder Highlands County.

## Demografie
Bij de volkstelling in 2000 werd het aantal inwoners vastgesteld op 2424.

## Geografie
Volgens het United States Census Bureau beslaat de plaats een oppervlakte van
7,3 km², waarvan 5,8 km² land en 1,5 km² water.

## Plaatsen in de nabije omgeving
De onderstaande figuur toont nabijgelegen plaatsen in een straal van 48 km rond Sylvan Shores.